# Szőlősgyörök
Szőlősgyörök is een plaats (község) en gemeente in het Hongaarse comitaat Somogy. Szőlősgyörök telt 1222 inwoners (2001).